# Arnold Hunter
Arnold Hunter (Fermanagh, 15 maart 1979) is een Noord-Iers voormalig voetbalscheidsrechter. Hij was in dienst van FIFA en UEFA tussen 2011 en 2019. Ook leidde hij tot 2019 wedstrijden in de NIFL Premiership.
Op 7 juli 2011 maakte Hunter zijn debuut in Europees verband tijdens een wedstrijd tussen FC Lusitanos en NK Varaždin in de voorronde van de UEFA Europa League; het eindigde in 0–1 voor Varaždin en de Noord-Ierse scheidsrechter gaf vijf gele kaarten en één rode. Zijn eerste interland floot hij op 7 juni 2013, toen Armenië met 0–1 verloor van Malta. Tijdens dit duel gaf Hunter vier gele kaarten.

## Interlands
| Datum            | Plaats                        | Wedstrijd                       | Uitslag | Competitie           | Kreeg geel | Kreeg voor de tweede keer geel en dus rood | Weggestuurd |
| ---------------- | ----------------------------- | ------------------------------- | ------- | -------------------- | ---------- | ------------------------------------------ | ----------- |
| 7 juni 2013      | Jerevan, Armenië              | Armenië – Malta                 | 0 – 1   | WK 2014 kwalificatie | 4          | 0                                          | 0           |
| 14 augustus 2013 | Luxemburg, Luxemburg          | Luxemburg – Litouwen            | 2 – 1   | Vriendschappelijk    | 3          | 0                                          | 0           |
| 5 maart 2014     | Gibraltar                     | Gibraltar – Estland             | 0 – 2   | Vriendschappelijk    | 0          | 0                                          | 0           |
| 7 juni 2015      | Dublin, Ierland               | Ierland – Engeland              | 0 – 0   | Vriendschappelijk    | 1          | 0                                          | 0           |
| 14 juni 2015     | Lviv, Oekraïne                | Oekraïne – Luxemburg            | 3 – 0   | EK 2016 kwalificatie | 4          | 0                                          | 0           |
| 6 september 2015 | Zenica, Bosnië en Herzegovina | Bosnië en Herzegovina – Andorra | 3 – 0   | EK 2016 kwalificatie | 5          | 0                                          | 2           |
| 10 oktober 2015  | Oslo, Noorwegen               | Noorwegen – Malta               | 2 – 0   | EK 2016 kwalificatie | 1          | 0                                          | 0           |
| 29 maart 2016    | Tallinn, Estland              | Estland – Servië                | 0 – 1   | Vriendschappelijk    | 1          | 0                                          | 0           |
| 15 november 2016 | Attard, Malta                 | Malta – IJsland                 | 0 – 2   | Vriendschappelijk    | 0          | 0                                          | 0           |
| 6 oktober 2017   | Vaduz, Liechtenstein          | Liechtenstein – Israël          | 0 – 1   | WK 2018 kwalificatie | 3          | 0                                          | 0           |